# Kállay Ferenc
Nagykállói Kállay Ferenc (Debrecen, 1790. december 2. – Buda, 1861. január 1.) művelődéstörténész, nyelvtörténész, jogász, a Magyar Tudományos Akadémia rendes tagja. A magyarság műveltségi elemeinek, nyelvének, hagyományos életmódjának és vallási képzeteinek őstörténeti irányultságú kutatója volt, akit a hazai művelődéstörténet és néprajztudomány is úttörő alakjai között tart számon.

## Életútja
A Debreceni Református Kollégiumban folytatott jogi tanulmányokat, itt kötötte évtizedekre szóló barátságát Kölcsey Ferenccel. 1812-től Pozsonyban dolgozott Mailáth György Pozsony vármegyei főjegyző mellett mint joggyakornok. 1813-ban Pesten megszerezte ügyvédi oklevelét, s rövid ideig a királyi ítélőtáblán tevékenykedett jegyzőként. Rövid bécsi jogi tanulmányait követően különbözeti vizsgát tett az osztrák jogrendszerből, majd 1814-től a Kézdivásárhelyen állomásozó 2. székely gyalogezred hadbírájaként tevékenykedett. 1827-ben százados hadbírói rangban nyugalomba vonult, s előbb Nagyenyeden, 1830-tól Kézdivásárhelyen, 1832-től pedig Budán élt, s kutatásainak szentelte életét.

## Munkássága
Pályája során sokrétű tudományos érdeklődésről adott tanúbizonyságot, behatóan foglalkozott művelődés-, vallás- és nyelvtörténeti, összehasonlító filológiai, filozófiai, jogtudományi és politikai tanulmányokkal. Az 1820-as évektől – még hadbírói tevékenysége idején, de főként nyugalomba vonulását követően  – tevékenyen részt vett az akkoriban kibontakozó őstörténeti kutatásokban. Maradandóbb értékű tanulmányai a magyarság és a székelyek eredetének, néptörténetének, műveltségi elemeinek összehasonlító történeti kutatásához kapcsolódtak, ezért a néprajztudomány és a művelődéstörténet úttörő alakjai között tartja számon.
Nem pusztán történeti kutatásokat végzett, hanem a finnugor nyelvrokonság híveként behatóan foglalkozott a magyar és a finnugor nyelvek közötti egyezésekkel, etimológiai párhuzamokkal, a kazár–magyar etnikai-kulturális kapcsolatok múltjával. A hagyományos gazdálkodás történeti elemzésén keresztül szintén a magyarság néptörténeti sajátosságaira kívánt rámutatni, elsőként írta le a külterjes állattartás keleti hozadékait, és ő mutatott rá az elsősorban az Alföldön hagyományos szálláskertes, kétbeltelkes településforma nomád földművelési formákhoz kapcsolható hagyományaira. A Kisfaludy Társaság 1846-ban meghirdetett pályázatára – történeti források, illetve a néphagyományban fennmaradt hiedelemelemek és képzetek alapján – megírta a magyar ősvallás áttekintését, s ezt összefüggésrendszerbe helyezve összehasonlította a finnugor és uráli népek mitológiájával, valamint az ókori indoiráni népek körében dívó Mithra-kultusszal. Munkájával megnyerte ugyan a pályadíjat, az azonban csak halála után jelent meg nyomtatásban, így Ipolyi Arnold 1854-ben közreadott, hasonló tematikájú monográfiája mellett jelentősége elsikkadt.
Mindezeken túlmenően foglalkozott poétikával (rím- és ritmuselmélet), filozófiai (filozófiatörténet, szabad akarat) és jogi kérdésekkel (halálbüntetés), zeneelmélettel (operaesztétika) is. Mintegy nyolcvan ismert tanulmánya és cikke főként a Tudományos Gyűjtemény, a Tudománytár és az Akadémiai Értesítő lapjain jelent meg. Kéziratban maradt munkái közül említést érdemel a középkori magyarországi okleveleket névtani szempontból feldolgozó írása.

## Társasági tagságai és elismerései
Tudományos érdemei elismeréseként 1832 márciusában a Magyar Tudós Társaság levelező tagjává választották, majd még ugyanazon év szeptemberében a rendes tagok sorába emelték.

## Főbb művei
- Magyar régiségek nyomozása. in: Tudományos Gyűjtemény 1823
Reprint: Magyar régiségek nyomozása. Szerk. Tálasi István. Budapest, Magyar Néprajzi Társaság, 1990, 57 p.
- Historiai értekezés a’ nemes Székely nemzet’ eredetéről, hadi és polgári intézeteiről a régi időkben. Nagyenyed, Ref. Kollégyom, 1829, 289 p. Szövege a MEK-ben
- A’ magyar nemzetiségről. Pest, Trattner és Károlyi, 1836 , 96 p. REAL-EOD
- Kölcsey Ferencz gyermek és ifjukori életrajza s néhány eredeti levele. Pest, 1839
- Mithra tiszteletéről s Mithra emlékekről a Magyar honban. (1. rész; 1832) (2. rész; Tudományos gyűjtemény, 24. kötet, 1840)
- A Szózat criticai bírálatja. Pest, 1843. (Wesselényi Miklós Szózat a magyar és szláv nemzetiség ügyében című munkája kapcsán)
- Finn-magyar nyelv. Pest, 1844 REAL-EOD
- Az esküttszékről, tekintettel az alsó táblai szónoklatokra. Pest, 1844
- A pogány magyarok vallása. Szerk. Réső Ensel Sándor. Pest, Lauffer és Stolp, 1861, 332 p. REAL-EOD 
Reprint: A pogány magyarok vallása. Budapest, Püski, 1999, 332 p.
- Kállay Ferenc két előadása: A magyar és kozár kapcsolatokról – A Gúti, Coth, Geta nevekről. Budapest, Lélekfa, 1990, 34 p.

## További irodalom
- Keve Mária: Kállay Ferenc nyelvhasonlító munkássága. Budapest, 1940.
- Kölcsey Ferenc kiadatlan írásai 1809–1811: Kölcsey és Kállay Ferenc műhelyének kézirataiból. Szerk. Szauder József. Budapest, Akadémiai, 1968, 507 p. = A Magyar Irodalomtörténetírás Forrásai.
- Zsigmond Gábor: Egy reformkori etnográfus. in: Vigilia 1978.
- Domokos Péter: Kállay Ferenc. Budapest, Akadémiai, 1990, 252 p. = A Múlt Magyar Tudósai.